# Лазу (Долж)
Лазу (рум. Lazu) — село у повіті Долж в Румунії. Входить до складу комуни Терпезіца.
Село розташоване на відстані 203 км на захід від Бухареста, 21 км на захід від Крайови.

## Населення
За даними перепису населення 2002 року у селі проживали 334 особи, усі — румуни. Усі жителі села рідною мовою назвали румунську.